# Panalipa
Panalipa és un gènere d'arnes de la família Crambidae.

## Taxonomia
- Panalipa bisignatus (Swinhoe, 1886)
- Panalipa immeritalis (Walker, 1859)